# A702 road
Die A702 road (englisch für Straße A702) ist eine in ihrem nördlichen Teil als Primary route ausgewiesene Fernverkehrsstraße in Schottland, die Edinburgh mit dem A74(M) motorway verbindet und in St John’s Town of Dalry endet. Der nördliche Abschnitt bildet den letzten Teil der Verbindung von London über die West Midlands und Nordwestengland über den M1 motorway, den M6 motorway, den in Schottland anschließenden A74(M) und die A702 nach Edinburgh.

## Verlauf

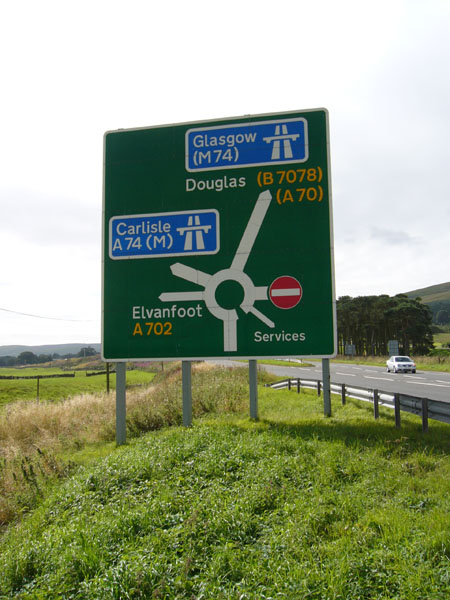
Wegweiser an der A702

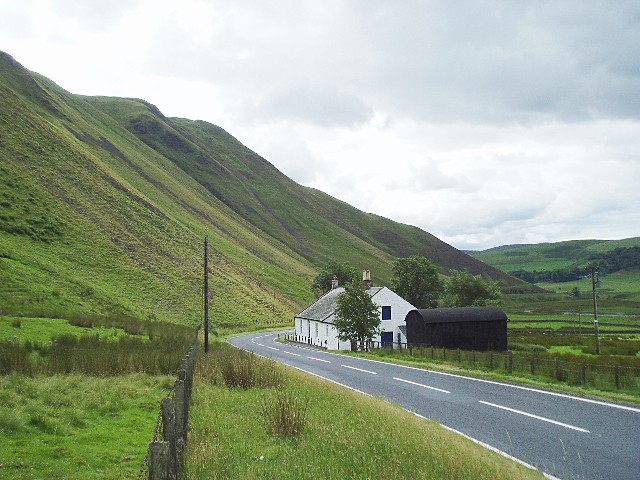
Die Straße am Dalveen Toll Cottage

Die Straße beginnt in Edinburgh am West Tolcross als Ponton Street, führt dann nach Süden und kreuzt dann die vierspurig ausgebaute A720 road (Edinburgh City bypass), wird an der Kreuzung zur Primary route, wendet sich nach Südwesten, führt über Biggar, wo die A72 road gekreuzt wird, und trifft bei Abington auf den A74(M) motorway, dem sie bis Elvanfoot folgt. Dort verlässt sie, nunmehr keine Primary route mehr, dessen Strecke und quert in das Nithsdale, wo sie bei Thornhill auf die A78 road trifft. Der weitere Verlauf führt nach Südwesten über Moniaive nach St John’s Town of Dalry. Dort trifft die A702 auf die A713 road und endet an der Einmündung.
Der Abschnitt zwischen Abington und Edinburgh bildete vor 1975 einen Teil der Europastraße 32. Vom gegenwärtigen Europastraßennetz wird die A702 nicht erfasst.